# كوين (باد كاليه)
كوين، باد كاليه (بالفرنسية: Couin)‏ هي بلدية تقع في إقليم باد كاليه من منطقة نور با دو كاليه في شمال فرنسا. تبلغ مساحة هذه المدينة 5.82 (كم²)، وترتفع عن سطح البحر 135 م، يبلغ عدد سكانها 90 نسمة حسب إحصاء المعهد الوطني للإحصاء والدراسات الاقتصادية سنة 2009 م. وترأس Francis Savoye البلدية خلال فترة (2008-2014).